# نايجل كالاغان
نايجل كالاغان (بالإنجليزية: Nigel Callaghan)‏ هو لاعب كرة قدم بريطاني، ولد في 12 سبتمبر 1962 في سنغافورة. شارك مع منتخب إنجلترا تحت 21 سنة لكرة القدم ومنتخب إنجلترا لكرة القدم الرديف. أما مع النوادي، فقد لعب مع أستون فيلا وديربي كاونتي ونادي هيلانك ونادي واتفورد وهدرسفيلد تاون.

## وصلات خارجية
- نايجل كالاغان على موقع قاعدة بيانات كرة القدم.إي يو (الإنجليزية)
- نايجل كالاغان على موقع Soccerbase.com (لاعب) (الإنجليزية)